# SARSコロナウイルス2-デルタ株

2021年8月9日時点でデルタ株の症例が確認されている国・地域（GISAID発表）
凡例:
確認症例数 10,000+
確認症例数 5,000–9,999
確認症例数 1,000–4,999
確認症例数 100–999
確認症例数 10–99
確認症例数 1-9
確認症例数 0 / またはデータなし

SARSコロナウイルス2-デルタ株（サーズコロナウイルスツー デルタかぶ、英語: SARS-CoV-2 Delta variant、別名: 系統 B.1.617.2、VOC-21APR-02）は、新型コロナウイルス感染症 (COVID-19) の原因ウイルスであるSARSコロナウイルス2 (SARS-CoV-2) の変異株であり、系統 B.1.617の亜系統の1つである。2020年後半にインドで初めて検出された。
世界保健機関 (WHO) は懸念される変異株 (VOC) に指定し、WHOラベルではデルタ株 (Delta variant) に分類していたが、2022年7月時点でVOCから除外されている。 
デルタ株は、SARSコロナウイルス2のスパイクタンパク質をコードする遺伝子にT478K、P681R、L452Rの置換を引き起こす変異がある。これらのアミノ酸変異は、ウイルスの伝染性に影響を与えるだけでなく、以前に循環していた同ウイルスの変異株に対する抗体によって中和できるかどうかに影響することが明らかにされている。2021年5月にイングランド公衆衛生庁 (PHE) は、デルタ株の二次発病率が系統 B.1.1.7（アルファ株）より51 - 67%高いことを示した 。
デルタ株は2021年9月時点でヨーロッパやアメリカ・オーストラリア・日本を含めたアジアなど世界の広い地域で主流の株となっていた。しかし、同年末から2022年にかけてさらに感染力の強いオミクロン株に置き換わられている。

## 経緯
2021年5月6日、PHEはイギリスで最初に同定された系統 B.1.1.7（アルファ株）に相当する感染性の評価に基づいて、系統 B.1.617.2の分類を調査中の変異株 (VUI) から懸念される変異株 (VOC) に変更した。5月11日、WHOもこの系統をVOCに分類し、より高い感染性と中和の減少の証拠を示したと述べた。この変異株は、同年2月に始まったインドのパンデミックの第2波の原因の一部であると考えられている。その後、イギリスでの第3波にも波及している。
5月31日、WHOはこの変異株をデルタ株 (Delta variant) と命名した（懸念される変異株や注目すべき変異株にギリシア文字を使用する方針による）。
6月7日、シンガポール国立感染症センター (NCID) の研究者は、デルタ株の陽性患者は従来株またはアルファ株の患者よりも肺炎を発症する可能性が高く、より酸素を必要とする可能性が高いことを示唆する論文を投稿した。
7月1日、WHOは前述のイギリスだけでなく、ヨーロッパの他の場所でも同様の影響を与える可能性があると警告した。

## 分類
デルタ株は、SARS-CoV-2スパイクタンパク質をコードする遺伝子に変異があり、D614GおよびT478K・P681R・L452Rの置換を引き起こす。これはNextstrain系統分類システムの下で21Aクレードとして識別される。

### 命名
2020年10月、この系統がインドで初めて記録され、後に系統 B.1.617.2 (lineage B.1.617.2) と命名された。2021年5月末、WHOは懸念される変異株 (VOC) や注目すべき変異株 (VOI) にギリシャ文字を使用する新しい方針を導入した後、系統 B.1.617.2に対しデルタ (δ:Delta) のラベルを割り当てた。

### B.1.617の他の亜系統
B.1.617系統は、これまでにB.1.617.1 - 3の3つの亜系統に分類されており、このうち、B.1.617.1とB.1.617.2はWHOのラベルで、それぞれカッパ株 (Kappa variant) ・デルタ株 (Delta variant) に分類されている。 
B.1.617系統は、スパイクタンパク質にL452R・D614G・P681R変異を共通に有している。また、B.1.617.3はB.1.617.1で発見されたE484Q変異を共有しているが、B.1.617.2にはE484Q変異がない。一方、B.1.617.2にはT478K変異があるが、B.1.617.1およびB.1.617.3には見られない。
2021年4月、B.1.617.1 (VUI-21APR-01) がPHEによって調査中の変異株 (VUI) に指定された。4月後半には、他の2つの変異株であるB.1.617.2 (VUI-21APR-02) とB.1.617.3 (VUI-21APR-03) が調査中の変異株 (VUI) として指定された。欧州疾病予防管理センター (ECDC) は、B.1.617の3つの副系統すべてを注目すべき変異株 (VOI) として維持する概要を発表し、「現在の措置の変更を検討する前に、これらのB.1.617系統に関連するリスクをより深く理解する必要がある」とした。
2021年5月6日、PHEは、少なくともB.1.1.7と同程度の感染・伝播性があると評価し、B.1.617.2系統を調査中の変異株 (VUI) から懸念される変異株 (VOC) に引き上げ、"VOC-21APR-02" と位置付けた。同年5月11日にはWHOが、B.1.617系統全体を注目すべき変異株（VOI）から引き上げて、懸念される変異株 (VOC) に分類したが、6月に入ると公衆衛生上のリスクがより大きなB.1.617.2系統のみをVOCに分類（他の2亜系統は格下げ）するように改めている。この変異株は、2021年2月に始まったインドにおける第2波の感染拡大の要因の一つであると考えられている。

### 変異

スパイクタンパク質に焦点を当てたSARS-CoV-2のゲノムマップ上にプロットされたデルタ株のアミノ酸変異。

デルタ株/B.1.617.2ゲノムには、それがコードするタンパク質のアミノ酸配列に変化をもたらす13の突然変異（いくつかの情報源によると、より一般的な突然変異が含まれるかどうかに応じて15または17）がある。それらのうち、すべてのウイルスのスパイクタンパク質コードに含まれている4種類は、特に懸念されている。
- D614G - 614番目アミノ酸残基のアスパラギン酸からグリシンへの置換は、アルファ、ベータ、ガンマなどの他の感染性の高い変異株と共有されている[18]。
- T478K - 478番目アミノ酸残基のスレオニンからリジンへの置換である[19]。
- L452R - 452番目アミノ酸残基のロイシンからアルギニンへの置換であり、ACE2受容体に対するスパイクタンパク質のより強い親和性および免疫系の認識能力の低下をもたらす。
- P681R - 681番目アミノ酸残基のプロリンからアルギニンへの置換であり、ウィリアム・A・ハゼルティンによると、「S前駆体タンパク質の活性S1/S2構成への切断を促進することによって」変異株の細胞レベル感染性を高める可能性がある[20]。

なお、系統 B.1.617の他の亜系統で見られるE484Q変異は、B.1.617.2ゲノムには存在しない。

### AY系統
PANGOによる系統 B.1.617.2のさらに細かな分類としてAY系統があり、2021年8月時点でAY.1〜AY.28まで分類されているが、これらは生物学的特徴の変化に関連するものではなく全てデルタ株に含まれる。
系統 AY.1とAY.2は「デルタプラス」(Delta plus) または「ネパール株」とも呼ばれ、ベータ株にも存在するK417N変異（配列417番目の変化は、リジンからアスパラギンへの置換）を有している。また、系統 AY.3はアメリカで発見され、ORF1a部位にI3731V変異を有している。
2021年6月22日には、B.1.617.2にK417N変異が追加され感染力がさらに強いとされる前述の系統 AY.1（B.1.617.2.1）について、インドの保健当局は懸念される変異株（VOC）に指定している。既感染者やワクチン接種者の免疫（抗体）、モノクローナル抗体治療にも抵抗を示す可能性があるとされる一方で、感染力や重症化リスクが高いなどこれまでの変異株より危険というデータは現時点で十分でなく、慎重に判断すべきという専門家の意見も出ている。

## 症状
最も一般的な症状は、以前の標準的なCOVID-19に関連した最も一般的な症状から変化している可能性が示唆されている。感染した人々は、症状をひどい風邪と間違え、隔離する必要があることに気付かない可能性がある。報告されている一般的な症状は、頭痛、喉の痛み、鼻水、または発熱とされる。デルタ株が新規症例の91%を占めるイギリスでは、ある研究において、最も報告された症状は頭痛、喉の痛み、鼻水であることが判明した。
感染者が排出するウィルス量が多いことから、あたかも空気感染（厳密にはエアロゾル感染に該当）しているように観察されるのが特徴である。

### 治療
デルタ株に感染した人への治療は、他のCOVID-19感染者と同じである。

### ワクチンの効果
インドの医学研究評議会（ICMR）は、COVID-19症例の回復期血清と、バーラト・バイオテックのCovaxin（BBV152）のレシピエントが、有効性は低いものの、B.1.617を中和できることを発見した。
インドの科学研究機関、Institute of Genomics and Integrative Biology（IGIB）の所長であるアヌラグ・アグラワルは、系統 B.1.617で利用可能なワクチンの有効性に関する研究において、ワクチン接種後の感染がより軽度であることを示唆していると述べた。
アメリカ大統領のチーフメディカルアドバイザーであるアンソニー・ファウチも、予備的な結果について自信を示している。2021年4月28日のインタビューで、彼は次のように述べた。
これは、私たちがまだ毎日データを取得しているところです。しかし、最新のデータは、COVID-19症例の回復期の血清と、インドで使用されているワクチンであるCovaxinを投与された人々を調べていました。それがB.1.617変異株を中和することがわかりました。
ハイデラバードの細胞分子生物学センター（CCMB）による別の研究では、オックスフォード-アストラゼネカ（Covishield）のワクチン接種による血清が系統 B.1.617に対して保護することが分かった。
WHOは、現在のワクチンは変異株に対して引き続き有効であると述べている。イングランド公衆衛生庁（PHE）が実施した研究によると、ファイザー-バイオンテックとオックスフォード-アストラゼネカの両方のワクチンが、初回接種後に変異株によって引き起こされる症候性疾患を33%防御することが分かった。2回目の接種の2週間後、ファイザー-バイオンテックワクチンはデルタ株からの症候性疾患の防御に88%有効であるのに対し、オックスフォード-アストラゼネカワクチンは60%有効であった。
ランセットに掲載されたFrancis Crick Instituteの研究者グループによる研究によると、ファイザー-バイオンテックワクチン接種を完了したヒトは、従来株と比較してデルタ株に対する中和抗体のレベルが5倍以上低い可能性があるとした。
2021年6月、PHEはファイザー-バイオンテックワクチンとアストラゼネカワクチンの2回接種後、デルタ株による入院の予防にそれぞれ96%と92%有効であるという調査結果を発表した。
2021年7月のスリジャイワルデンプラ大学の研究では、シノファームBIBPワクチンについて、ワクチンを投与された研究対象の95%で抗体陽転を引き起こしたことが判明した。割合は20-39歳のグループ（98.9%）でより高かったが、60歳以上のグループ（93.3%）でわずかに低かった。中和抗体は、研究対象のワクチン接種者の81.25%に存在した。
2021年6月29日、ガマレヤ研究所の所長であるデニス・ログノフは、スプートニクVがデルタ株に対して約90%有効であると述べた。
8月2日には、数人の専門家が現在のワクチンで免疫された人々の間でデルタ株に感染しているため、集団免疫を達成できない可能性があると懸念を表明した。
8月10日に発表された研究では、16か国で完全なワクチン接種率がデルタ株変異頻度と逆相関していることが示された（R2=0.878）。データは、COVID-19に対する完全なワクチン接種がウイルスの進化を遅らせる可能性があることを強く示している。

## 疫学

### 感染力
イギリスの科学者は、デルタ株はイギリスで最初に同定され（ケント変異株として）以前は優勢だったアルファ株よりも40%から60%伝染性が高いと述べている。アルファ株が2019年後半に出現した元のSARS-CoV-2株より既に150%の伝染性があり、デルタ株がアルファ株の150%の伝染性がある場合、デルタ株は元の株より225%の伝染性がある可能性がある。BBCは、最初に検出されたSARS-CoV-2の{\displaystyle R_{0}}（基本再生産数）は2.4 - 2.6であるが、アルファ株の基本再生産数は4 - 5で、デルタ株の基本再生産数は5 - 9としている。
米国、ドイツ、オランダの監視データによると、デルタ株はアルファ株に対して2週間ごとに約4倍に増加している。
インド、イギリス、ポルトガル、ロシア、メキシコ、オーストラリア、インドネシア、南アフリカ、ドイツ、ルクセンブルク、アメリカ、オランダ、デンマーク、フランス、そしておそらく他の多くの国では、デルタ株が2021年7月までに支配的な株となった。通常、症例と変異株の報告の間には3週間の遅れがある。7月20日時点でこの変異株は124か国に広がり、WHOは、まだ1つではないにしても、優勢な株になりつつあることを示していた。
プレプリントによると、変異株による感染の最初の陽性検査でのウイルス量は、2020年の感染と比較した場合よりも平均して約1,000倍高かった。デルタ株が急速に広がっていた2021年5月から7月までのイギリスでの10万人のボランティアによる研究からの予備データは、無症候性症例を含むCOVID-19の陽性反応を示すワクチン接種者は、平均してウイルス量が少ないことを示している。アメリカ、イギリス、およびシンガポールのデータによると、デルタ株に感染したワクチン接種者は、ワクチン接種を受けていない感染者と同じくらい高いウイルス量を持っている可能性があるが、感染期間はより短いとされている。

### 感染年齢層
インド政府の統合疾患監視プログラム（IDSP）の監視データによると、30歳未満の入院中と病院外の双方の患者は、第1波の31%に対して第2波では約32%であり、30～40歳の感染率は21%にとどまった。20～39歳での範囲の入院率は23.7%から25.5%に増加し、0～19歳の範囲は4.2%から5.8%に増加した。データはまた、第2波の間に入院したより高い割合の無症候性の患者が、息切れを訴えたことを示している。